# Жан Геєнорт
Жан Луї Максим ван Геєнорт ([væn ˈhaɪ.ənɔːrt]; фр.: [van ɛjɛnɔʁt]; 23 липня 1912 — 29 березня 1986) — історик математичної логіки. Також був особистим секретарем Льва Троцького з 1932 по 1939 рік, а з 1939 і до 1947 року — американський троцькістський активіст.

## Життя
Ван Геєнорт народився у місті Крей, Франція. Фінансове становище його сім'ї було важким, оскільки його батько-іммігрант помер у Голландії коли ван Геєнорту було два роки. Незважаючи на це, він здобув французьку офіційну освіту, про що свідчать його французькі твори. (Він також публікувався іспанською мовою.) Хоча зрештою він став натуралізованим американським громадянином, він відвідував Францію двічі на рік, починаючи з 1958 року і до смерті, і залишався наближеним до своєї французької багатодітної родини та друзів.

### Політичні погляди
У 1932 році він приєднався до троцькістського руху (завербований Іваном Крейпо) та Комуністичної ліги. Незабаром після цього засланий Троцький найняв ван Геєнорта як секретаря та охоронця, насамперед через володіння французькою, російською, німецькою та англійською мовами. Він провів сім років у домашньому господарстві Троцького, під час яких він працював універсальним перекладачем, допомагав Троцькому при написанні декілька книг та підтримувати велику інтелектуальну та політичну кореспонденцію кількома мовами.
У 1939 році ван Геєнорт переїхав до Нью-Йорка, щоб бути разом зі своєю другою дружиною Беатріче «Зайчик» Гаєр, де працював у Партії соціалістичних робітників (США) (SWP) і написав ряд статей для американської троцькістської преси та інших радикальних видань. Він був обраний до секретаріату Четвертого Інтернаціоналу в 1940 році, але подав у відставку, коли Фелікс Морроу та Альберт Голдман, його однодумці, були виключені з ПСР. Згодом Голдман дотримувався ідеї приєднатися до Партії Робітників США, але Морроу не бажав приєднуватися до жодної іншої партії чи групи. У 1947 році його теж виключили із ПСР. У 1948 році він опублікував статтю під назвою «Баланс століття», [Архівовано 3 грудня 2020 у Wayback Machine.] в якій розкритикував розділ марксизму, який розглядав «пролетаріат» як революційний клас. Він продовжував вважати інші частини марксизму правильними.
Ван Геєнорт уникнув маккартизму, оскільки все, що він публікував у троцькістських органах публікувалося під різними іменами. Більше того, Феферман (1993) стверджує, що ван Геєнорт, якого він знав як логіка, стримано відносився до своєї троцькістської молодості і не обговорював політику. Тим не менш, в останнє десятиліття свого життя він зробив внесок у історію троцькістського руху, написавши монографію «Троцький у вигнанні» (1978), редагував томи листування Троцького (1980), консультував та працював з архівістами в бібліотеки Хафтона Гарвардського університету, де зберігаються багато паперів Троцького за роки його вигнання.

### Наукова робота
Після того, як в 1949 році Геєнорт отримав ступінь доктора філософії в математиці в Нью-Йоркському університеті році під керівництвом Дж. Дж. Стокера, він викладав там математику, але став логіком і філософом математики, в значній мірі через вплив Георга Крейзеля. Він викладав філософію спочатку неповний робочий день в Колумбійському університеті, потім увесь робочий день в університеті Брандейс, 1965-77. Більшу частину свого останнього десятиліття він провів у Стенфордському університеті, написавши та редагувавши вісім книг, включаючи частини зібраних творів Курта Геделя.
Довідник (ван Геєнорт 1967), чи не найважливіша книга, опублікована з історії логіки та основ математики, є антологією перекладів. Вона починається першим повним перекладом Фреге 1879 Begriffsschrift, яка супроводжується 45 історично важливими короткими частинами математичної логіки і аксіоматичної теорії множин, спочатку опублікованих в період між 1889 і 1931 роками. Антологія закінчується знаковим документом Геделя про неповноту арифметики Пеано. Більш детальну інформацію про період, охоплений цією антологією, див. Граттан-Гіннесs (2000).
Майже весь вміст Довідника був важкодоступним у всіх, окрім найкращих північноамериканських університетських бібліотек (наприклад, навіть Бібліотека Конгресу не придбала копії Begriffsschrift до 1964 року), і всі, крім чотирьох творів, мали бути перекладені з однієї з шести континентальних європейських мов. Коли це стало можливим, автору оригінального тексту було запропоновано переглянути переклад своєї праці та запропонувати виправлення та доповнення. Кожен розділ містив редакторські виноски, всі посилання були об'єднані в один список, і багато друкарських помилок, протиріч та помилок в оригіналах були виправлені. Особливо важливими є чудові вступи до кожного перекладу, більшість яких написав сам ван Геєнорт. Кілька написали Віллард Квайн та Бертон Дребен.
Довідник зробив багато для того, щоб поширити думку про те, що сучасна логіка починається з Begriffsschrift і ґрунтується на цьому. Граттан-Гіннес (2000) стверджує, що цей погляд на історію логіки є помилковим, оскільки Фреге використовував унікальні записи і був набагато менш начитаним, ніж, наприклад, Пеано. За іронією долі, ван Геєнорт (1967а) часто цитується тими, хто віддає перевагу альтернативній моделі теоретичної позиції логіці та математиці. Значна частина історії цієї позиції, лідерами якої є Джордж Буль, Чарлз Сандерс Пірс, Ернст Шредер, Леопольд Левенгайм, Туралф Скулем, Альфред Тарський та Яакко Гінтікка, охоплюються у Брейді (2000). Довідник недооцінив алгебраїчну логіку Де Моргана, Була, Пірса та Шредера, але присвятив Сколему більше сторінок, ніж будь-кому, крім Фреге, і включив Левенгейма (1915), основоположний документ з теорії моделей.

### Особисте життя
Ван Геєнорта мав дітей від двох із чотирьох дружин. Коли він мешкав поруч з Троцьким у Койоакані, тепер це околиці Мехіко, перша дружина ван Геєнорта покинула його після сутички з подружжям Троцького. Ван Геєнорт також був одним із коханців Фріди Кало; у фільмі Фріда його грає Феліпе Фулоп. У 1939 році він припинив спілкування з Троцьким з особистих причин, тим самим він був непричетним до всіх обставин, що призвели до вбивства Троцького 1940 року. Сам Ван Геєнорт також був убитий у Мехіко через 46 років четвертою дружиною, яку він покинув. Після цього, вона покінчила життя самогубством.

## Вибрані твори
- 1967а. «Логіка як мова та логіка як обчислення», Синтез 17: 324–30.
- 1978 рік. З Троцьким у вигнанні: від Принкіпо до Койоакана. Видавництво Гарвардського університету.
- 1985 рік. Вибрані нариси. Неаполь: Бібліополіс.

Книги, які Ван Хейнонорт редагував самостійно або з іншими:
- 1967 рік. Від Фреге до Геделя: Книга-джерело з математичної логіки, 1879—1931. Видавництво Гарвардського університету; перевидано з виправленнями, 1977 р.
- 1986, 1990. Курт Гедель: Зібрання творів, Волс. I, II. Видавництво Оксфордського університету.
- 1968 рік. Жак Гербранд: Логіки Екрита. Преси університетів Франції.
- 1980 рік. Leon et Natalia Trotsky: Correspondance 1933-38. Париж: Галімард.